# Гагерн, Фридрих фон
Фридрих Балдуин Людвиг фон Гагерн (нем. Friedrich von Gagern; 24 октября 1794, Вайльбург, Гессен — 20 апреля 1848, Кандерн или Scheideck Pass) — голландский генерал немецкого происхождения. В апреле 1848 года командовал войсками Германской конфедерации при подавлении восстания леворадикалов Фридриха Геккера. Погиб в столкновении при Кандере. Его брат Генрих стал президентом Национального собрания Франкфурта в мае 1848 года.

## Биография
Гагерн происходил из старинного рюгенского дворянского рода Гагернов, старший из семи сыновей министра Нассау Ганса Христофора Эрнста фон Гагерна. Его матерью была урождённая Фрейн из Гаугребена. Приходится братом рейхсминистра Генриха фон Гагерна и политика Максимилиана фон Гагерна. Когда в 1795 году Западная Германия стала театром военных действий, его родители последовали за княжеским домом Нассау в Байройт; в Вайльбург они вернулись только в 1800 году. Гагерн посещал гимназию и несколько раз сопровождал отца в его дипломатических поездках. В 1809 и 1810 годах Гагерн жил в Париже, чтобы подготовиться к поступлению в Политехническую школу. Позднее изучал право в Гёттингене, Марбурге и Гиссене.
В Гёттингене стал членом Корпуса Ганновера и Ренании в 1810 году. В 1814 году стал членом Гейдельбергского братства «Тевтония», а в 1817 году стал одним из основателей Гейдельбергского братства.

### Наполеоновские войны
По настаянию отца, после окончания учёбы, продолжил карьеру офицера. Отправился в Вену, где поступил на австрийскую службу в качестве кадета и принял участие в кампании 1812 года. В 1813 году был произведён в офицеры и принял участие в освободительных войнах против Франции. Его полк принадлежал к корпусу графа Гюлая. Его отец, который тем временем поступил на службу к принцу Оранскому в качестве полномочного генерала, потащил сына за собой. Когда принц принял на себя управление Северными Нидерландами в качестве короля Виллема I, Гагерн в январе 1814 года был принят на службу в голландскую армию в качестве капитана генерального штаба. В этом качестве он участвовал в битве при Ватерлоо и битве при Кватр-Брасе в 1815 году, где был ранен.

### На Голландской службе
В Париже, благодаря связям отца, вошёл во влиятельные политические круги того времени. После заключения мира Гагерн был приставлен отцом, представлявшим герцогство Люксембург в Бундестаге Германской конфедерации во Франкфурте, и одновременно учился в Гейдельберге до конца 1816 года. Затем он вернулся в Нидерланды и до 1823 года работал в качестве офицера генерального штаба. С 1824 по май 1825 года он был прикомандирован к Федеральной военной комиссии во Франкфурте-на-Майне; в 1826 году он стал майором и находил различное применение в качестве офицера генерального штаба в бельгийских провинциях до 1830 года. После начала бельгийской революции 1830 года, когда принц Фредерик Оранский был вынужден отказаться от наступления на Брюссель, он стал начальником Генерального штаба при герцоге Бернхарде Веймарском.

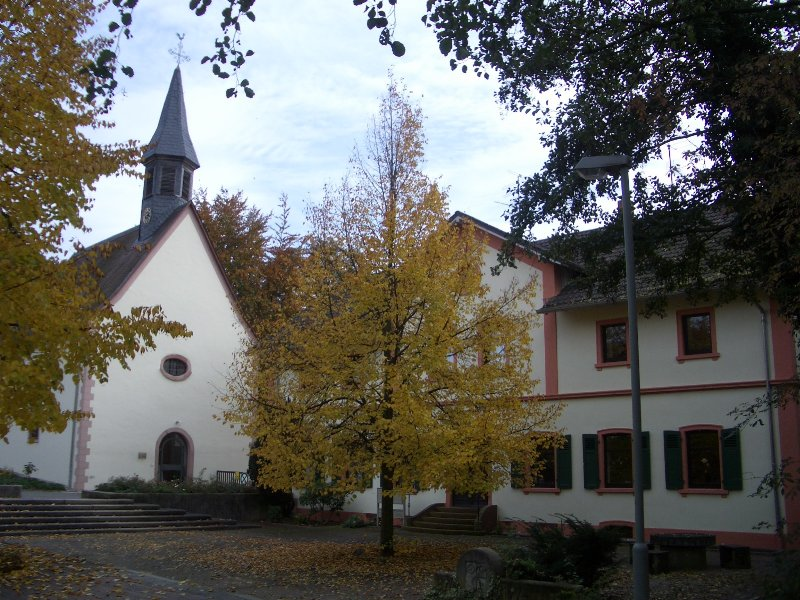
Имение Гагернов в Хорнау

В 1834 году его повысили до подполковника, теперь он также прекратил свои отношения с герцогом Бернгардом. Он перевелся в кавалерию и вскоре получил в командование драгунский полк, расквартированный в Девентере на востоке Нидерландов; он был произведён в полковники. В этом звании, в 1839 году, он сопровождал принца Александра Оранского (сына принца Оранского) в Санкт-Петербург и Москву. В 1842 году Гагерн стал командиром бригады и командующим провинцией Северная Голландия. С 1843 года на голландскую армию тратилось меньше денег, её численность была сокращена. Король Вильгельм II назначил его своим «личным адъютантом на чрезвычайной службе». В октябре 1843 года Гагерн во время отпуска жил в доме своих родителей в Хорнау.

### Путешествие в Юго-Восточную Азию
В июне 1844 года Гагерн в звании генерал-майора был направлен со специальной конфиденциальной миссией в голландские колонии на Зондских островах. Там он проинспектировал военную и оборонную системы колоний. Официальная часть поездки охватывала Яву, Мадуру и Суматру. По пути туда и обратно у него была возможность познакомиться с Мадейрой и Бразилией, а также получить подробное представление о Британской Индии и Египте. Экспедиция, результаты которой получили полное одобрение короля и министерства, заняла три года. Его коллекция таксидермии впоследствии попала в Висбаденский музей. После возвращения, в 1847 году, Гагерн был назначен командующим провинцией Южная Голландия и губернатором голландской королевской резиденции в Гааге.

### Баденские восстания и мартовская революция

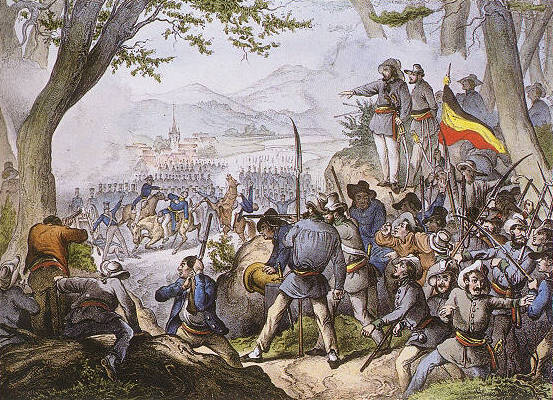
Смерть генерала Фридриха фон Гагерна в бою при Кандерне

Мартовская революция 1848 года побудила Гагерна вернуться на родину в Германию. 13 апреля 1848 года в Констанце началось восстание Фридриха Геккера, а 14 апреля Гагерн был назначен великим герцогом Баденским Леопольдом и его военным министром Гофманом временным заместителем принца Максимилиана в качестве командующего мобильными войсками Баденской дивизии VIII корпуса Федеральной армии и получил звание генерал-лейтенанта. Баденский дом не хотел подвергать своих членов опасности в предстоящих столкновениях с собственным народом.
Гагерн всё ещё находился на службе у голландского короля Виллема II и находился в отпуске. Он попросил Бундестаг подтвердить, что для безопасности Бадена необходимо срочно принять это назначение. Гагерн не подчинился приказу немедленно вернуться в Нидерланды, который он получил в Шлиенгене 19 апреля.
Уже 20 апреля он со своим контингентом баденских и федеральных войск столкнулся в стычке на Шейдеке с повстанческим отрядом фрайшар под командованием Фридриха Геккера. После того как беседа с Геккером на мосту у Кандерна не привела к обоюдно желаемому бескровному решению конфликта, через час на перевале Шайдек между Кандерном и Штайненом разгорелось сражение. По призыву из рядов фрайшаренов: «Генерал вперед!», Гагерн выступил вперед и тщетно пытался убедить мятежные войска сложить оружие путём переговоров и устных призывов. В ответ на это прозвучал призыв к братанию с повстанцами, обращенный к войскам, возглавляемым Гагерном. Гагерн сел на лошадь и в завязавшейся перестрелке был убит тремя пулями при обстоятельствах, которые так и не были выяснены. Обе стороны утверждали, что бой начал противник. Гагерн стал первой жертвой победоносного для его войск сражения под Кандерном. В 1851 году ему был поставлен памятник на вершине перевала.
Его могила находится рядом с родовым поместьем в Хорнау.
Генрих фон Гагерн позже написал биографию своего брата.